# 官星波
官林星波（Stella Kon，1944年4月15日—）是一位新加坡女劇作家，著名作品是《娘惹艾美麗》，該劇已在多個國家由不同剧团演出。

## 生平
官林星波是蕭保齡的外孫女、林文慶的曾孫女、陳篤生的外玄玄孫女，于1944年出生在苏格兰爱丁堡。 她在三岁回到新加坡，成长在翡翠山的土生华人大宅。 她的母親林蕭月卿（Rosie Lim，藝名）是陳武烈（陳篤生的孫子）的外孫女，擔任過新加坡女子學校教師及本地劇團的業餘女演員，自幼激發出女兒對戲劇的熱愛； 父親林國安教授（Prof. Albert Lim Kok Ann）讓她對科學和文學產生興趣。 官林星波少时就讀於萊佛士女子中學，然後進入新加坡大學（今为新加坡国立大学）獲得哲學學位。
官林星波于1967年結婚後，移居馬來西亞长达15年。 之後四年，她的孩子們到英國升學，她陪同在英國生活。 1987年，她回到新加坡定居。

## 作品
官林星波在中學時期已經展現戲劇才華，大學期間開始在校刊發表短篇小說，其首部正式作品《Mushroom Harvest》於1962年刊行，收錄在勞埃德·費爾南多主編的《22 Malaysian Stories》。
官林星波的成名作品《Emily of Emerald Hill》是一部單人劇，於1984年首次公演，由甄山水（Chin San Sooi）執導。 這部通俗剧講述一位娘惹女性的生涯，她在14歲時嫁給比她年長一倍的男人，隨之走進一個陌生的大家庭，逐漸成為強悍堅毅的當家婦女，刻畫出一位傳統娘惹女性的無奈與悲哀。 劇情的主要靈感來自官林星波的外祖母，但也包括她在大家族中汲取的經歷。 《先驅太陽報》形容《艾美麗》中的文字「色彩斑斕，寫得很巧妙。」 《檀香山星報》稱喻「這部劇充滿新加坡華裔富裕家庭日常生活的細節。」 該劇於1986年在英聯邦藝術節和愛丁堡國際藝穗節上演， 同時還在馬來西亞、香港、澳大利亞、美國、德國、中國等地城市演出。
官林星波創作的話劇《The Human Heart Fruit》於2002年在行动剧场（Action Theatre）上演，由诺拉·萨莫西主演。 她首部創作的音樂劇《Exodus》是與肯尼斯·里恩共同創作。 第二部音樂劇作品《Lost in Transit》於2005年在The Arts House公演。 2019年创作纪念其曾祖父的音乐剧《Lim Boon Keng The Musical》，这部剧由Desmond Moey作曲、蔡光明执导。

## 成就
官林星波曾經憑藉三部劇本，贏得新加坡全國劇本創作比賽，即：1977年創作《The Bridge》、1982年創作《The Trial》和1983年創作《Emily of Emerald Hill》。 1994年，榮獲新加坡文學獎優異獎。 2008年，獲得東南亞文學獎。 2014年，入選新加坡女性名人堂。

## 外部連結
- Emily of Emerald Hill official site （页面存档备份，存于）（英文）
- Stella Kon Info （页面存档备份，存于）（英文）
- Interview Stella Kon（英文）
- 中国大百科全书第三版网络版 （页面存档备份，存于）（简体中文）